# Kenferol
El kenferol és un flavonoide que es presenta naturalment a diverses plantes (Melilotus officinalis, Equisetum arvense etc).
Té propietats de protector vascular i és diürètic.